# Chefe goitacá
Chefe goitacá (? – c. 1546) é a designação usada para um chefe indígena do povo goitacá capturado em 1546 por corsários portugueses a serviço da colonização da Capitania de São Tomé, no litoral da atual região norte do estado do Rio de Janeiro. Sua captura e posterior morte resultaram em uma reação violenta dos goitacás, que culminou na destruição da Vila da Rainha.

## Contexto
A Capitania de São Tomé foi doada em 1534 a Pero de Góis, um dos donatários do litoral do Brasil. A colonização da região enfrentava resistência dos povos indígenas locais, especialmente os goitacás.
Segundo o relato de Pero de Góis ao rei D. João III, em carta de 29 de abril de 1546, um dos principais líderes goitacás foi capturado por um corsário português chamado Henrique Luiz de Espina.
Embora os colonos tenham pago o resgate exigido, o líder não foi libertado. Em vez disso, foi entregue a uma tribo inimiga que o matou, provavelmente em ritual antropofágico, segundo práticas indígenas da época.[carece de fontes?]

## Retaliação
A morte do líder foi vista como uma traição e provocou uma forte reação entre os goitacás. Eles destruíram plantações, incendiaram engenhos e atacaram a Vila da Rainha, localizada nas margens do rio Itabapoana. Os colonos foram mortos ou obrigados a fugir, e a vila foi abandonada.
Frei Vicente do Salvador, escrevendo cerca de 80 anos depois, afirma que a guerra entre os indígenas e os colonos perdurou por mais de cinco anos, até a retirada do próprio donatário para a Capitania do Espírito Santo.